# Listă de filme canadiene din 2010
Aceasta este o listă de filme canadiene din 2010:

## Lista
| Titlu                                                 | Regizor                          | Actori | Gen                          | Note                                                                    |
| ----------------------------------------------------- | -------------------------------- | --- | ---------------------------- | ----------------------------------------------------------------------- |
| Altitude                                              | Kaare Andrews                    | |                              |                                                                         |
| Les Amours imaginaires                                | Xavier Dolan                     | Xavier Dolan, Anne Dorval                                                                                             | Drama                        |                                                                         |
| Arctic Blast                                          | Brian Trenchard-Smith            | |                              |                                                                         |
| The Bang Bang Club                                    | Steven Silver                    | | Drama                        |                                                                         |
| Barney's Version                                      | Richard J. Lewis                 | Paul Giamatti, Dustin Hoffman, Rosamund Pike, Minnie Driver, Rachelle Lefevre, Scott Speedman, Bruce Greenwood        | Comedy-drama                 | Ecranizare a romanului lui Mordecai Richler - Barney's Version          |
| Billy                                                 | Winston Washington Moxam         | Ernesto Griffith | Drama                        |                                                                         |
| Black Box                                             | Fabrice Genestral                | Gilles Lelouche, Vahina Giocante, Michael Madsen, Charles Berling, Lisa Ray,                                          | Drama                        |                                                                         |
| Casino Jack                                           | George Hickenlooper              | Kevin Spacey, Kelly Preston, Barry Pepper                                                                             | Comedie                      |                                                                         |
| Cave of Forgotten Dreams                              | Werner Herzog                    | | Documentar                   |                                                                         |
| Cell 213                                              | Stephen T. Kay                   | Bruce Greenwood, Eric Balfour, Michael Rooker                                                                         |                              |                                                                         |
| Daydream Nation                                       | Michael Goldbach                 | Kat Dennings, Reece Thompson, Josh Lucas                                                                              | Drama                        |                                                                         |
| Die                                                   | Dominic James                    | John Pyper-Ferguson, Elias Koteas, Caterina Murino, Emily Hampshire                                                   | Drama                        |                                                                         |
| Dog Pound                                             | Kim Chapiron                     | Adam Butcher, Shane Kippel                                                                                            | Drama                        |                                                                         |
| Faith, Fraud & Minimum Wage                           | George Mihalka                   | Callum Keith Rennie, Martha MacIsaac, Ricki Mabe, Don Allison, Andrew Bush                                            | Drama                        |                                                                         |
| Fathers and Sons                                      | Carl Bessai                      | Jay Brazeau, Vincent Gale, Tyler Labine, Viv Leacock, Ben Ratner                                                      | Comedie                      |                                                                         |
| Flawed                                                | Andrea Dorfman                   | | Animated short               | Premiered at Hot Docs                                                   |
| Foodland                                              | Adam Smoluk                      | James Clayton, Ross McMillan, Stephen Eric McIntyre, Kim Poirier                                                      | Comedie                      | Developed with the National Screen Institute's "Features First" program |
| Frankie and Alice                                     | Geoffrey Sax                     | Halle Berry, Stellan Skarsgård, Matt Frewer                                                                           | Drama                        |                                                                         |
| Fubar II                                              | Michael Dowse                    | Dave Lawrence, Paul Spence, Andy Sparacino, Terra Hazelton                                                            | Mockumentary/Comedie         |                                                                         |
| The Future Is Now!                                    | Gary Burns, Jim Brown            | Paul Ahmarani, Liane Balaban                                                                                          | Drama                        |                                                                         |
| Glimpses/Impressions                                  | Jean-François Pouliot            | | animation                    | Film for the Canada Pavilion at Expo 2010                               |
| Gods of Youth                                         | Kate Twa                         | James Pizzinato, Joey Pierce, Anthony Shim, Ashley Whillans, Jordana Largy                                            | Drama                        |                                                                         |
| Good Neighbours                                       | Jacob Tierney                    | Jay Baruchel, Scott Speedman, Emily Hampshire                                                                         | Drama                        |                                                                         |
| GravyTrain                                            | April Mullen                     | | Comedie                      |                                                                         |
| Great River                                           | Matt LeMay                       | | documentary                  |                                                                         |
| Grown Up Movie Star                                   | Adriana Maggs                    | Shawn Doyle, Tatiana Maslany, Jonny Harris                                                                            |                              |                                                                         |
| Gunless                                               | William Phillips                 | Paul Gross, Sienna Guillory                                                                                           |                              |                                                                         |
| Higglety Pigglety Pop!                                | Chris Lavis, Maciek Szczerbowski | Meryl Streep (voice)                                                                                                  | Stop-motion                  | Based on the book by Maurice Sendak                                     |
| I Was a Child of Holocaust Survivors                  | Ann Marie Fleming                | | Animation                    | Based on the autobiographical graphic novel by Bernice Eisenstein       |
| Incendies                                             | Denis Villeneuve                 | Lubna Azabal, Mélissa Désormeaux-Poulin, Maxim Gaudette, Rémy Girard, Allen Altman                                    | Drama                        |                                                                         |
| Jaloux                                                | Patrick Demers                   | Sophie Cadieux, Maxime Denommée, Benoît Gouin                                                                         | Drama/Thriller               |                                                                         |
| Lipsett Diaries                                       | Theodore Ushev                   | Arthur Lipsett | Animated documentary         | See also 2006 film Remembering Arthur                                   |
| Mighty Jerome                                         | Charles Officer                  | Harry Jerome | Documentary                  |                                                                         |
| Modra                                                 | Ingrid Veninger                  | Hallie Switzer, Alexander Gammal, Mathieu Chesneau, Elena Dugovicova, Cyril Dugovic                                   | Drama                        |                                                                         |
| Neige et cendres                                      | Charles-Olivier Michaud          | Rhys Coiro | Drama                        |                                                                         |
| A Night for Dying Tigers                              | Terry Miles                      | Jennifer Beals, Gil Bellows, Lauren Lee Smith, Kathleen Robertson                                                     | Drama                        |                                                                         |
| Off World                                             | Mateo Guez                       | David Usher, Marc Abaya, Che Ramos, Lao Ridrigues, Irma Adlawan                                                       | Drama                        | Plays like a documentary                                                |
| Oliver Sherman                                        | Ryan Redford                     | Garret Dillahunt, Molly Parker, Donal Logue                                                                           | Drama                        |                                                                         |
| Rain Down                                             | Garwin Sanford                   | Jessica Hill, Daisy Lippa, Timothy Mossey, Melanie Bray, Stuart Pierre                                                | Drama                        |                                                                         |
| Red Coat Justice                                      | S. Wyeth Clarkson                | Andrew Walker, Jessica Paré, Earl Pastko, George Buza, Tony Munch, Matthew G. Taylor, Andrey Ivchenko, Kestrel Martin | Drama                        |                                                                         |
| Resident Evil: Afterlife                              | Paul W.S. Anderson               | | Horror                       |                                                                         |
| Sarlia                                                | Nancy Florence Savard            | | Animation                    |                                                                         |
| Score: A Hockey Musical                               | Michael McGowan                  | |                              |                                                                         |
| Scott Pilgrim vs. the World                           | Edgar Wright                     | Michael Cera, Mary Elizabeth Winstead, Ellen Wong,Kieran Culkin                                                       | Romantic comedy              |                                                                         |
| Les 7 jours du Talion                                 | Podz                             | |                              |                                                                         |
| Small Town Murder Songs                               | Ed Gass-Donnelly                 | Peter Stormare, Martha Plimpton, Jill Hennessy                                                                        |                              |                                                                         |
| Sortie 67                                             | Jephté Bastien                   | Henri Pardo, Natacha Noël, Benz Antoine                                                                               | Crime drama                  | Winner of the Claude Jutra Award                                        |
| Splice                                                | Vincenzo Natali                  | Adrien Brody, Sarah Polley                                                                                            | Science fiction              |                                                                         |
| Stained                                               | Karen Lam                        | Tinsel Korey, Sonja Bennett, Tim Fellingham, Steph Song, Anna Mae Routledge                                           | Drama                        |                                                                         |
| 10½                                                   | Podz                             | Claude Legault, Robert Naylor                                                                                         | Drama                        |                                                                         |
| Territories                                           | Olivier Abbou                    | Roc Lafortune, Sean Devin, Nicole Leroux, Michael Mando, Christina Rosato                                             | Drama                        |                                                                         |
| Textuality                                            | Warren P. Sonoda                 | Jason Lewis, Eric McCormack, Carly Pope, Liam Card                                                                    | Romantic comedy              |                                                                         |
| This Movie Is Broken                                  | Bruce McDonald                   | Greg Calderone, Georgina Reilly, Broken Social Scene                                                                  | Romantic comedy/concert film |                                                                         |
| There Are Monsters                                    | Jay Dahl                         | Guy Germaine, Kristin Langille, Jason Daley, Matt Amyotte                                                             | Horror                       |                                                                         |
| Trigger                                               | Bruce McDonald                   | Molly Parker, Tracy Wright                                                                                            | Comedy-drama                 |                                                                         |
| Une vie qui commence                                  | Michel Monty                     | |                              |                                                                         |
| The Whistleblower                                     | Larysa Kondracki                 | Rachel Weisz, Vanessa Redgrave, David Strathairn, Monica Bellucci, Roxana Condurache                                  | Drama                        |                                                                         |
| Wrecked                                               | Michael J. Greenspan             | Adrien Brody, Caroline Dhavernas                                                                                      | Drama                        | Canadian/American co-production                                         |
| You Don't Like the Truth: Four Days Inside Guantanamo | Luc Côté Patricio Henriquez      | | documentar                   | Gémeaux Award winner                                                    |
| Zooey and Adam                                        | Sean Garrity                     | Tom Keenan, Daria Puttaert, Omar Khan, Aurum McBride                                                                  | Drama                        | microcinema in a form called solo cinema                                |